# واندرلي فاليم
واندرلي فاليم (12 أغسطس 1936 - 9 يوليو 2022) رجل أعمال وسياسي برازيلي. كان عضوًا في حزب العمل البرازيلي، وشغل منصب حاكم المقاطعة الفيدرالية من عام 1990 إلى عام 1991.
توفي فاليم في برازيليا في 9 يوليو 2022 عن عمر يناهز 85 عامًا.